# Åke Malm
Åke Malm, född 1936, är en svensk journalist och författare, som arbetar som frilans i Rom, Italien sedan 1963. 
Han började arbeta som journalist på Upsala Nya Tidning 1959, sedan 1960 på Göteborgs Handels- och Sjöfartstidning (GHT). För GHT:s räkning sändes han till Neapel för att rapportera om OS-seglingarna under Olympiaden 1960. De första åren i Italien arbetade han i första hand för Aftonbladet, sedan också för Sveriges Television och Sveriges Radio.
När Sverige fick sin andra TV-kanal och nyhetsprogrammet Rapport var han dess första korrespondent i Rom. År 1979 rapporterade han som en av få svenska journalister direkt från flygplanet med vilket aytollah Khomeini återvände till Iran. Från Italien har han rapporterat om 1968 års studentrörelse, om terroristernas 1970-tal och de blodiga attentaten mot bland andra den italienske regeringschefen Aldo Moro samt om den italienska fotbollen för Radiosporten.
Åke Malm var radioproducent för Sommar då Anita Ekberg berättade om sig själv. Han anlitas ofta av olika svenska medier för att kommentera italiensk politik, särskilt när det gäller Silvio Berlusconi, som han har följt i drygt två decennier och skrivit en biografi om. Därutöver har han varit programledare i det italienska programmet Prima Pagina och fyra gånger ordförande i den internationella pressklubben i Italien.
Åke Malm förekommer i en biroll i Jan Guillous roman Vendetta.